# マルタの巨石神殿群
マルタの巨石神殿群（-きょせきしんでんぐん）は、南ヨーロッパに位置し地中海に浮かぶ島国マルタ共和国内、マルタ島とゴゾ島で発見された人類最古の石造建築物。1980年にユネスコの世界遺産（文化遺産）に登録され、1992年には範囲拡大がなされた。

## 概要
マルタの巨石神殿群はマルタ島内、ゴゾ島内で20世紀までに約30の巨石神殿が確認され、そのうち6神殿が世界遺産として登録された巨石建築物である。建造は紀元前4500年から前2000年頃とされている。1980年に世界遺産として登録されたのはゴゾ島にあるジュガンティーヤ神殿であり、現在のマルタの巨石神殿群という名称は1992年にマルタ島の5つの巨石神殿が追加されたことに伴い名称変更がなされたものである。

## 登録基準
この世界遺産は世界遺産登録基準のうち、以下の条件を満たし、登録された（以下の基準は世界遺産センター公表の登録基準からの翻訳、引用である）。
- (4) 人類の歴史上重要な時代を例証する建築様式、建築物群、技術の集積または景観の優れた例。